# Zest of
Zest of é um álbum de 2008, com os maiores êxitos da cantora francesa Zazie. Com 36 canções, de seis álbuns de estúdio, o álbum inclui ainda canções ao vivo, duetos e dois inéditos, incluindo o single "FM Air".

## Faixas

### CD 1
| Título                                  | Duração | Álbum      |
| --------------------------------------- | ------- | ---------- |
| "FM Air"                                | 3:27    | Zest of    |
| "Je suis un homme"                      | 4:08    | Totem      |
| "Des rails"                             | 3:04    | Totem      |
| "Duo" (com Paolo Nutini)                | 3:10    | Totem      |
| "Flower Power"                          | 2:51    | Totem      |
| "Ça"                                    | 3:16    | Totem      |
| "J'étais là" (2007 ao vivo, com Diam's) | 3:36    | Totem      |
| "Rodéo"                                 | 3:31    | Rodéo      |
| "Toc toc toc"                           | 3:28    | Rodéo      |
| "La dolce vita"                         | 4:32    | Rodéo      |
| "Un peu beaucoup"                       | 2:55    | Zest of    |
| "J'arrive"                              | 4:32    | Rodéo      |
| "Oui" (2007 live)                       | 5:05    | Rodéo      |
| "On éteint" (2007 live)                 | 4:43    | La Zizanie |
| "Aux armes citoyennes"                  | 4:41    | La Zizanie |
| "Adam & Yves"                           | 4:38    | La Zizanie |
| "Si j'étais moi" (2007 live)            | 5:55    | La Zizanie |
| "Rue de la paix"                        | 4:16    | La Zizanie |
| "Sur toi"                               | 4:06    | La Zizanie |

### CD 2
| Título                                      | Duração | Álbum                  |
| ------------------------------------------- | ------- | ---------------------- |
| "À ma place" (com Axel Bauer)               | 5:49    | Personne n'est parfait |
| "Chanson d'ami"                             | 4:33    | Made in Love           |
| "Tout le monde" (replicant remix)           | 4:46    | Made in Love           |
| "La preuve par trois"                       | 5:29    | Made in Love           |
| "Cyber" (live Tour des Anges)               | 4:24    | "Made in Live"         |
| "Tous des anges"                            | 5:17    | Made in Love           |
| "Ça fait mal et ça fait rien"               | 4:27    | Made in Love           |
| "Les meilleurs ennemis" (com Pascal Obispo) | 3:31    | Superflu               |
| "J'envoie valser"                           | 3:28    | Zen                    |
| "Au diable nos adieux"                      | 4:38    | Zen                    |
| "Zen"                                       | 3:53    | Zen                    |
| "Un point c'est toi" (nova versão)          | 4:31    | Zen                    |
| "Larsen"                                    | 4:36    | Zen                    |
| "Homme sweet homme" remix                   | 3:54    | Zen                    |
| "Je tue ils"                                | 3:48    | Je, tu, ils            |
| "Sucré salé"                                | 3:32    | Je, tu, ils            |
| "Snowball"                                  | 4:10    | Je, tu, ils            |

### DVD (collector edition)
| Título                        | Álbum                  | Produtor              |
| ----------------------------- | ---------------------- | --------------------- |
| "FM Air"                      | Zest of                | Julien Reymond        |
| "J'étais là"                  | Totem                  | Denis Thybaud         |
| "Je suis un homme"            | Totem                  | Yvan Attal            |
| "Des rails"                   | Totem                  | Gilles Porte          |
| "La pluie et le beau temps"   | Rodéo                  | Didier Le Pêcheur     |
| "Doolididom"                  | Rodéo                  | Didier Le Pêcheur     |
| "Excuse-moi"                  | Rodéo                  | Didier Le Pêcheur     |
| "La dolce vita"               | Rodéo                  | Didier Le Pêcheur     |
| "Toc toc toc"                 | Rodéo                  | Didier Le Pêcheur     |
| "Lola majeure"                | Rodéo                  | Didier Le Pêcheur     |
| "Slow"                        | Rodéo                  | Didier Le Pêcheur     |
| "Rodéo"                       | Rodéo                  | Didier Le Pêcheur     |
| "J'arrive"                    | Rodéo                  | Didier Le Pêcheur     |
| "Oui"                         | Rodéo                  | Didier Le Pêcheur     |
| "Danse avec les loops"        | La Zizanie             | Julien Trousselier    |
| "Sur toi"                     | La Zizanie             | Spe6men               |
| "Adam & Yves"                 | La Zizanie             | Mathieu Salliva       |
| "Rue de la paix"              | La Zizanie             | Spe6men               |
| "À ma place"                  | Personne n'est parfait | Didier Le Pêcheur     |
| "Cyber"                       | Made in Love           | Gilbert Namiand       |
| "Chanson d'ami"               | Made in Love           | Didier Le Pêcheur     |
| "Tout le monde"               | Made in Love           | Jean-Baptiste Mondino |
| "Ça fait mal et ça fait rien" | Made in Love           | Didier Le Pêcheur     |
| "Tous des anges"              | Made in Love           | Philippe André        |
| "Les meilleurs ennemis"       | Superflu               | Didier Le Pêcheur     |
| "Homme sweet homme"           | Zen                    | Didier Le Pêcheur     |
| "Un point c'est toi"          | Zen                    | Didier Le Pêcheur     |
| "Zen"                         | Zen                    | Philippe André        |
| "Larsen"                      | Zen                    | Philippe André        |
| "Un petit peu amoureux"       | Je, tu, ils            | Philippe Gautier      |
| "Je tue ils"                  | Je, tu, ils            | Philippe Gautier      |
| "Sucré salé"                  | Je, tu, ils            | Pascal d'Hoeraene     |

## Tabelas musicais
| Tabela (2008)                   | Melhor posição |
| ------------------------------- | -------------- |
| Belgian (Wallonia) Albums Chart | 1              |
| French SNEP Digital Chart       | 9              |
| French SNEP Compilations Chart  | 1              |
| Swiss Albums Chart              | 39             |

| Tabela (2008)                   | Posição |
| ------------------------------- | ------- |
| Belgian (Wallonia) Albums Chart | 52      |
| French Compilations Chart       | 1       |
| Tabela (2009)                   | Posição |
| Belgian (Wallonia) Albums Chart | 6       |

### Certificações
| Bélgica | Platina | 13 de Março de 2009 | 30.000 | align="center" | align= "center" | - | França | — | — | — | 156.260 em 2008 | 1.970 em 2008 |